# Gorarella
Gorarella è un quartiere della città di Grosseto, in Toscana.
Il quartiere insiste sull'area urbana sud-occidentale della città, oltre la ferrovia in direzione del mare, e prende il suo nome alla storica tenuta di Gorarella, che fu proprietà di Vincenzo Ricasoli. L'urbanistica del quartiere si deve al disegno di Luigi Piccinato, che negli anni sessanta del XX secolo progettò il piano di edilizia economica popolare 167 Sud, poi inquadrato in un piano regolatore generale a opera dello stesso architetto, approvato nel 1971.

## Storia
Il toponimo Gorarella è da ricondurre alle "gore", ovvero ai canali e ai fossi che attraversavano quei territori paludosi situati tra il fiume Ombrone, il mar Tirreno e il lago di Castiglione. Appare per la prima volta in una carta risalente al 15 aprile 1353, quando il comune di Siena acquistò alcuni beni che erano possedimenti pisani, forse legati alla figura dalla grossetana Cecca Beringhieri, sposa di un Lanfranchi di Pisa dopo che la sua famiglia si era resa protagonista nelle lotte tra Grosseto e Pisa alla fine del XIII secolo per il possesso delle saline. Uno dei terreni comprati era situato, come si legge nella carta, «in loco dicto a la gora», sulla strada che conduceva verso l'antico porto («via qua itur ad portum») che la città possedeva sulle sponde orientali del lago. Nel XV secolo, tra i beni posti nel territorio di Gorarella viene annoverato Brancolino, località appartenente all'ospedale della Misericordia di Grosseto – che già nel 1309 vi possedeva una vigna – poi acquisita dall'ospedale di Santa Maria della Scala nel 1466; nell'inventario dei beni del 1469 sono menzionate la presenza di una «via che va al vado de la gorarella» e una «via che si parte da Sancto Lazaro et va a la nave del fiume», che testimonia l'esistenza di un luogo di culto intitolato a San Lazzaro e di un'imbarcazione per l'attraversamento del fiume Ombrone.
Nel 1592 le monache di Santa Chiara di Grosseto possedevano a Gorarella otto moggia di terra confinanti con il nuovo fosso fatto costruire da Baldassarre Lanci, «la strada che va alla Giuncola» e il fiume Ombrone. Nel cabreo della commenda di San Leonardo del 1623 è ricordata la «contrada detta la Gorarella», dove sono posti quattro terreni divisi fra loro da fossati, quali il fosso Martello e «la fossa detta Gorarella, che già era la Strada detta la Gorarella», confinanti con la proprietà dell'alfiere Antonio Fanucci e con la strada della Trappola. I terreni rimasero proprietà delle istituzioni ecclesiastiche fino alle allivellazioni lorenesi del 30 marzo 1765, condotte dall'ingegnere Giuseppe Montucci. Le terre della tenuta di Gorarella, che riuniva anche quelle di Gramignaio e il «campo Fanucci», furono concesse a terratico al faccendiere grossetano Domenico Micheli (insieme alla Giuncola), mentre i diritti di pascolo vennero ceduti all'Ufficio dei fossi di Grosseto.
Nel 1854 la tenuta di Gorarella (388 ettari) fu acquistata al pubblico incanto da Vincenzo Ricasoli, il quale tentò di darle un nuovo impulso con l'introduzione delle prime macchine meccaniche per la mietitura. Per risolvere i problemi della scarsa produttività della tenuta, il barone Ricasoli aveva deciso di puntare sulle sperimentazioni dello high farming di modello anglosassone, così come stava facendo anche il fratello Bettino nella vicina tenuta di Barbanella. L'importazione di strumentazioni e mezzi meccanici dalla Francia e dall'Inghilterra avrebbe dovuto incrementare la produzione e alleggerire il carico di lavoro umano necessario, portando benefici secondo un'ottica capitalistica; l'investimento si rivelò un insuccesso. Il repentino cambio dei sistemi di coltura, da secoli rimasti invariati, non venne ben accolto dai lavoratori grossetani, che in più di un'occasione boicottarono e danneggiarono le macchine. Come sostenne lo stesso Ricasoli, «faceva difetto [...] la macchina più importante per farle agire, cioè l'uomo, la quale, almeno in quel tempo, non si trovava fra i campagnoli di Grosseto». Ricasoli decise quindi di orientarsi verso la mezzadria, realizzando nella tenuta una rete di strade e case coloniche, che avrebbero ospitato le famiglie dei mezzadri, con particolare attenzione anche al risanamento fisico dei terreni: il territorio fu diviso in campi regolari delimitati da canali di scolo e da filari di viti e gelsi. Nel 1864 venne costruita la linea ferroviaria, che delimitava la tenuta separandola dal centro di Grosseto; quello stesso anno, una violenta alluvione dell'Ombrone interruppe bruscamente i lavori di appoderamento, che ripresero dopo alcune difficoltà fino a concludersi nel 1879 con l'affidamento del dodicesimo podere.
Nella prima metà del XX secolo, ebbe inizio una prima espansione della città nei terreni limitrofi alla tenuta, ma si trattò perlopiù di interventi isolati e sporadici: l'inaugurazione dell'ippodromo del Casalone nel 1925, l'edificazione della villa sanatoriale Pizzetti (1931-1936) nella vicinanze dell'ex chiesa di San Giovanni, e l'avvio dei lavori per lo stadio comunale in località Cappelletto nel 1938 (poi interrotti dalla guerra). Sebbene l'espansione urbana oltre la ferrovia, nei terreni della tenuta Ricasoli, fosse già stata prevista nel piano Sabatini del 1936 (rivisto nel 1959), una vero disegno urbano avvenne solo nel secondo dopoguerra, quando nel 1963 l'architetto Luigi Piccinato fu chiamato a redigere il nuovo piano regolatore generale della città e a occuparsi personalmente della progettazione di un moderno quartiere di edilizia economico-popolare, la cosiddetta zona 167 Sud "Gorarella". La completa urbanizzazione dell'ex tenuta avvenne così negli anni tra il 1966 e il 1982. Contestualmente allo sviluppo della zona 167 vennero edificate anche alcune aree limitrofe, orbitanti sul centro del quartiere, quali il popolare villaggio Kennedy nei pressi dell'aeroporto civile, la lottizzazione Oliveto in località San Giovanni e gli interventi di edilizia privata nei pressi dello stadio. Le ultime urbanizzazioni risalgono ai primi anni del XXI secolo, con i piani di edilizia economica popolare del Casalone (1999-2004) e di Villa Pizzetti (2005-2013).

## Monumenti e luoghi d'interesse

### Architetture religiose

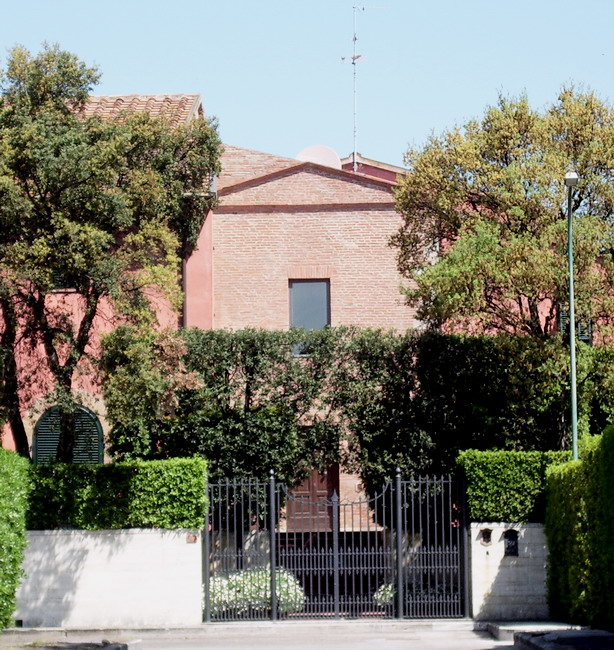
L'ex chiesa di San Giovanni

Chiesa di Maria Santissima Addolorata
La chiesa di Maria Santissima Addolorata, situata in via Papa Giovanni XXIII, è la chiesa parrocchiale del quartiere. L'edificio di culto venne costruito a partire dal 18 settembre 1969, con la benedizione della prima pietra da parte dell'amministratore apostolico Primo Gasbarri. Autore del progetto fu l'architetto Carlo Boccianti e ai finanziamenti per la costruzione contribuirono anche il Consorzio bonifica grossetana e l'Ente Maremma. I lavori vennero effettuati dalla ditta Egisti, sotto la direzione dell'ingegnere Giovanni Minelli. La chiesa fu consacrata il 20 giugno 1971 dall'arcivescovo Giovanni Benelli, sostituto della Segreteria di Stato della Santa Sede. La struttura è a padiglione unico trapezoidale; sul lato sinistro della facciata, rispetto all'ingresso, svetta il campanile in cemento armato. La chiesa è «composta da un sapiente uso dei materiali, ben assemblati nell'uso del cemento e della pietra a vista».
Ex chiesa di San Giovanni
L'ex chiesa di San Giovanni è situata ai margini sud-occidentali del quartiere, inglobata in una villa della lottizzazione residenziale Oliveto. Forse originaria del XIII secolo, quando è documentata la presenza di un ospedale gerosolimitano in questo territorio che aveva nome San Giovanni, risulta già appartenente ai guglielmiti di Malavalle nel 1302. Nel XVI secolo la chiesa passò in commenda alla famiglia Concini e in seguito fu ceduta all'ordine di Santo Stefano. Nel XVIII secolo la chiesa, ormai crollata e saccheggiata, venne sconsacrata e trasformata in fattoria. Parte della struttura della chiesa originaria è stata recuperata durante i lavori per la trasformazione della fattoria in villa privata negli anni novanta del XX secolo.

### Architetture civili

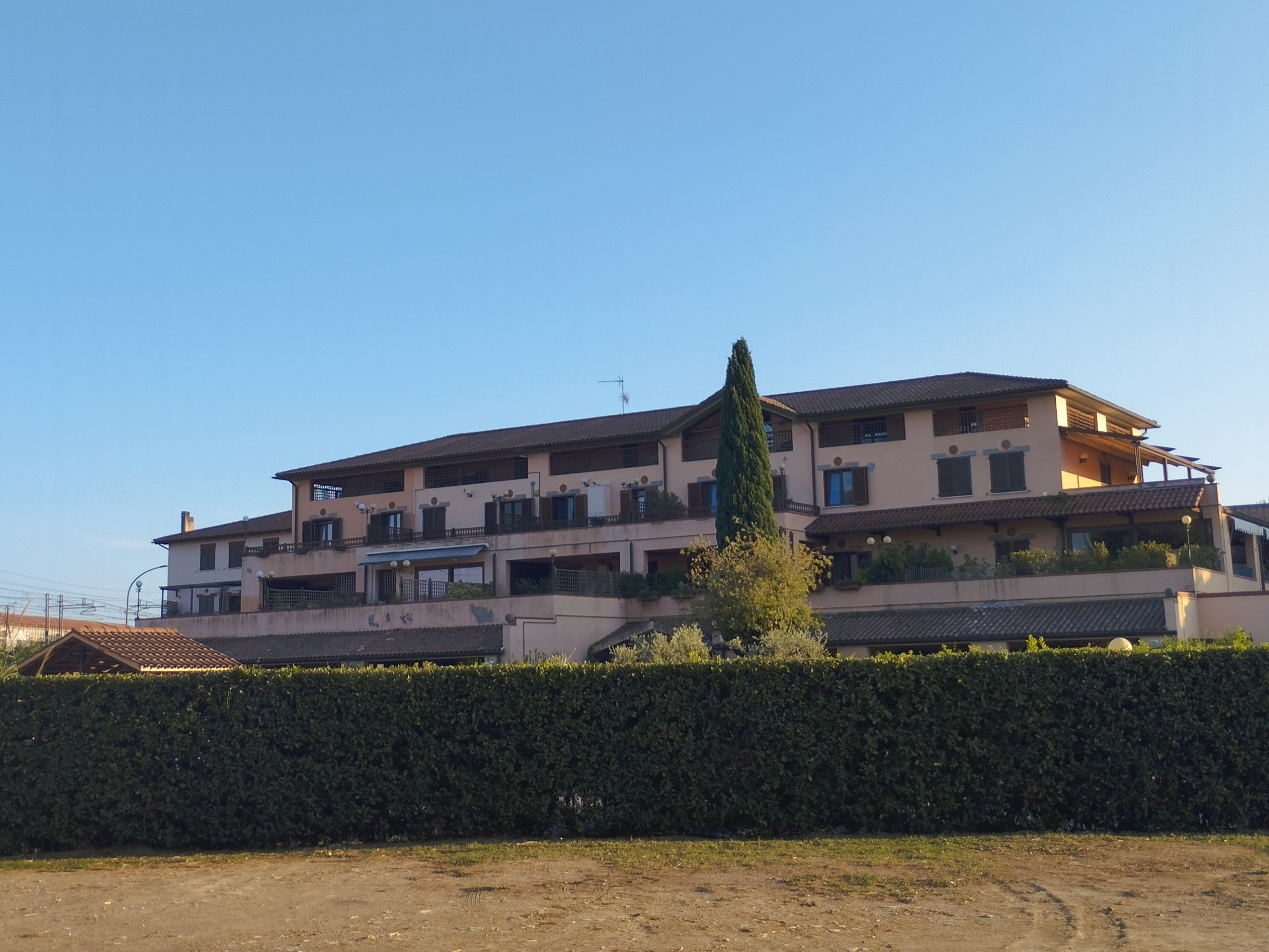
La fattoria Ricasoli

Fattoria Ricasoli
La fattoria Ricasoli sorge nei pressi del ponte della ferrovia e costituiva il nucleo amministrativo della tenuta di Gorarella acquistata dal barone Vincenzo Ricasoli nel 1854, nei cui terreni è stato edificato il moderno quartiere. Nel catasto leopoldino redatto da Gaetano Becherucci nel 1823 sono qui presenti alcuni fabbricati rurali, denominati "I Poderi", allora proprietà dell'avvocato Antonio Bargagli; poco distante è registrato il "Capannone Bargagli", dove sorgerà poi la fattoria del Casalone. L'edificio venne costruito in questo nucleo come centro direzionale della tenuta nella seconda metà del XIX secolo, nell'ambito degli interventi messi in atto da Ricasoli per aumentare la produttività dell'azienda. La fattoria si compone di un fabbricato padronale a pianta rettangolare e un secondo edificio a pianta quadrata, poco più arretrato. A partire dal 1997 la fattoria di Gorarella è stata oggetto di una complessiva ristrutturazione, su progetto di Antonio e Roberto Cappelli, per la sua conversione in residenza privata con appartamenti, che ha finito con alterarne l'aspetto e le peculiarità originarie; intorno alla casa padronale è stata edificata una lottizzazione di villette a schiera, completata nel 2004.
Villa Pizzetti
L'ex ospedale sanatoriale Giovanni Antonio Pizzetti è uno storico nosocomio della città, costruito a partire dal 1931 e inaugurato il 16 novembre 1936 alla presenza della principessa Maria Francesca di Savoia, in un'area all'epoca posta ancora in aperta campagna. È situato in via Cimabue, presso San Giovanni, e adombrato dai pini marittimi all'interno di un ampio parco recintato. Progettato dall'ingegner Giocoli dell'Istituto nazionale della previdenza sociale, in collaborazione con Giovanni Welby, presenta una pianta a T e le strutture in mattoni a vista, in «un ibrido, ma tutto sommato riuscito, compromesso tra sanatorio ottocentesco e moderna architettura funzionale». Il parco comprende vialetti e aiuole, e contiene all'interno circa seicento piante, soprattutto pini, ma anche palme, tigli e lecci. Ospita una delle sedi dell'azienda sanitaria locale Toscana Sud-Est.

### Monumenti

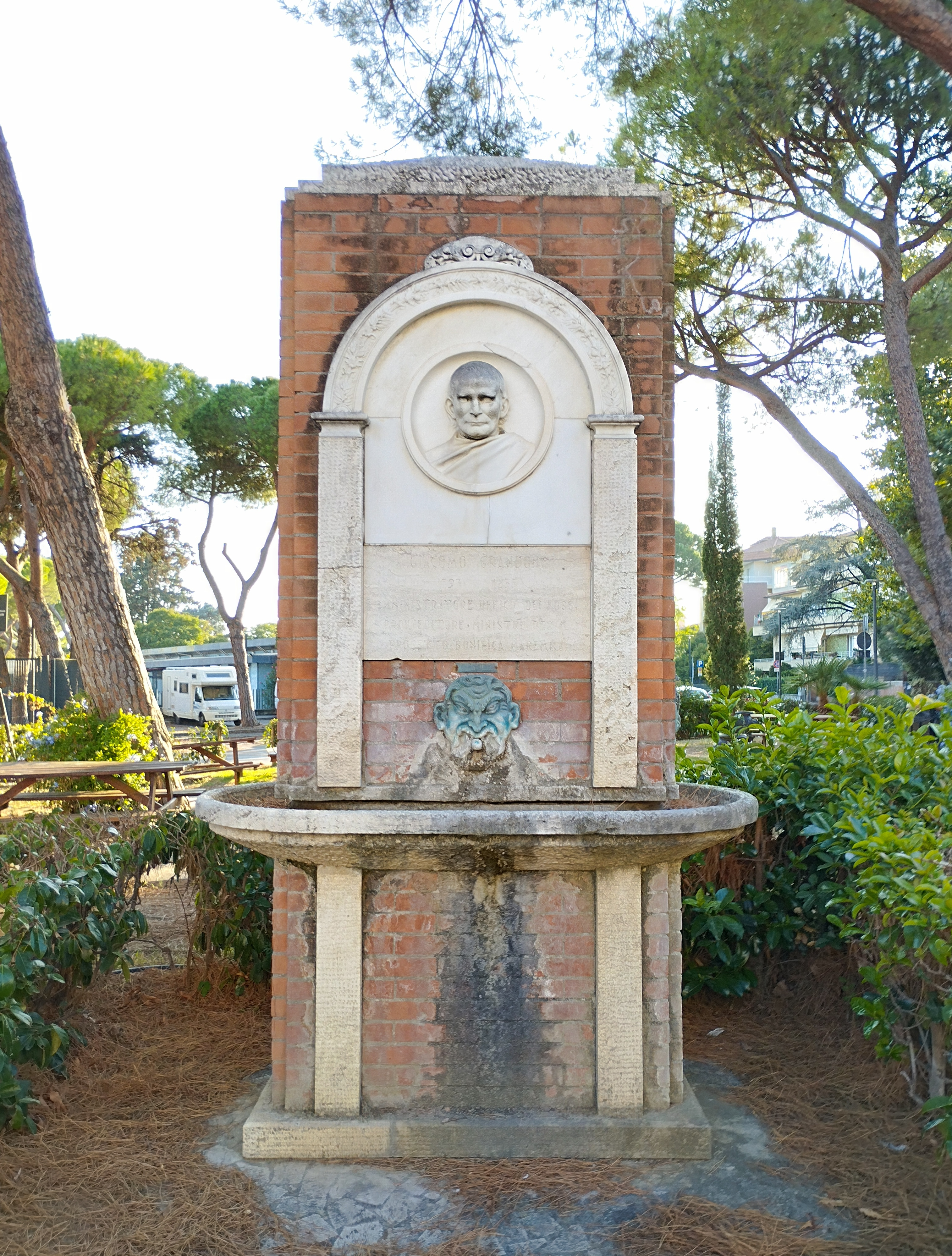
Il cippo idraulico a Giacomo Grandoni

Cippo idraulico a Giacomo Grandoni
Il monumento a Giacomo Grandoni, posizionato in via Signorini nei pressi dello stadio, è costituito da un cippo idraulico in laterizio, su cui è stato apposto il medaglione in marmo del politico Giacomo Grandoni, responsabile dell'ufficio di bonificamento delle Maremme e gonfaloniere della città. La scultura, che raffigura il volto di Grandoni «in una posa nobile e austera, intrisa di spirituale e profonda severità», era stata realizzata da Giovanni Dupré (il primo modello è datato 1856) e inizialmente pensata per il duomo di Grosseto; nel 1873 venne stabilita la collocazione nella sala del consiglio comunale del nuovo municipio, insieme ai medaglioni di altre figure legate alle bonifiche realizzati da Tito Sarrocchi. L'installazione sul cippo idraulico è avvenuta negli anni cinquanta del XX secolo, in seguito a un completo rinnovamento del palazzo comunale che ha eliminato gli storici arredi.
Altre sculture
- Atleti: è una scultura in ferro posizionata di fronte allo stadio comunale, che raffigura quattro silhouette stilizzate poste in fila nell'atto di correre. L'opera è stata realizzata dallo scultore Marco Rossi e inaugurata il 18 luglio 2004 in occasione della fine dei campionati mondiali juniores di atletica leggera svoltisi a Grosseto in quell'anno.[25]
- Cippo ai caduti maremmani della divisione partigiana Garibaldi, monumento situato nell'area verde di via papa Giovanni XXIII.[26]
- Monumento ai bersaglieri, situato in piazza Donatello, è stato inaugurato il 14 aprile 1985 e si tratta di una scultura in bronzo raffigurante il volto di un bersagliere con il caratteristico cappello piumato. Il busto poggia su un basamento in travertino.[27]
- Monumento alla pace e ai diritti umani, situato nel parco di viale Giotto, si tratta di un'opera in cemento e mosaico che incastona un frammento del muro di Berlino, realizzata dall'artista tedesca Babette Eid. Il monumento è stato inaugurato il 27 maggio 1990 alla presenza del Dalai Lama Tenzin Gyatso, in visita alla città. Nel 2008 la targa originale è stata sostituita da una nuova.[28]
- Monumento agli aviatori della Maremma, situato all'interno del parco di viale Giotto.

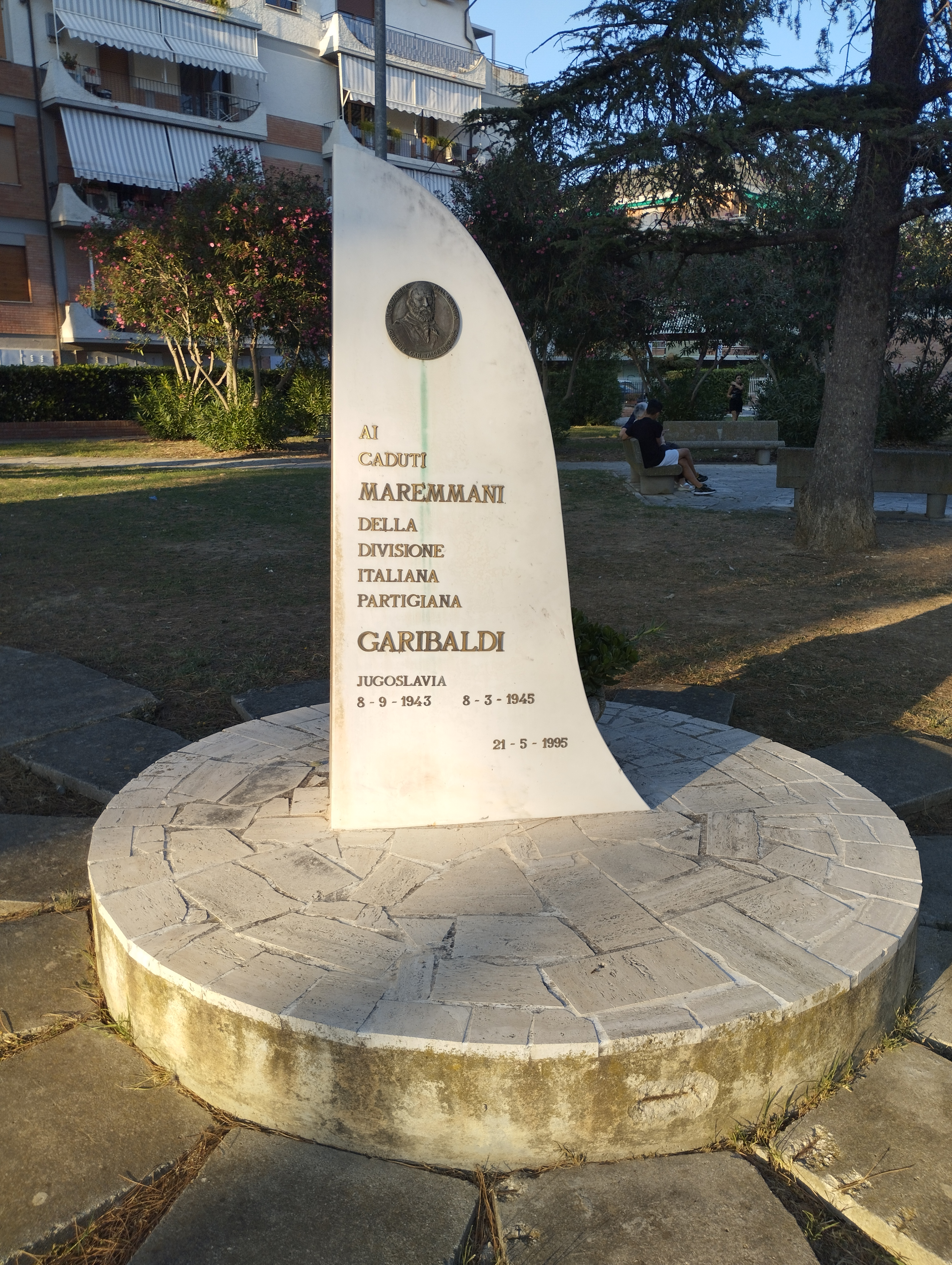
Il cippo ai caduti della divisione Garibaldi
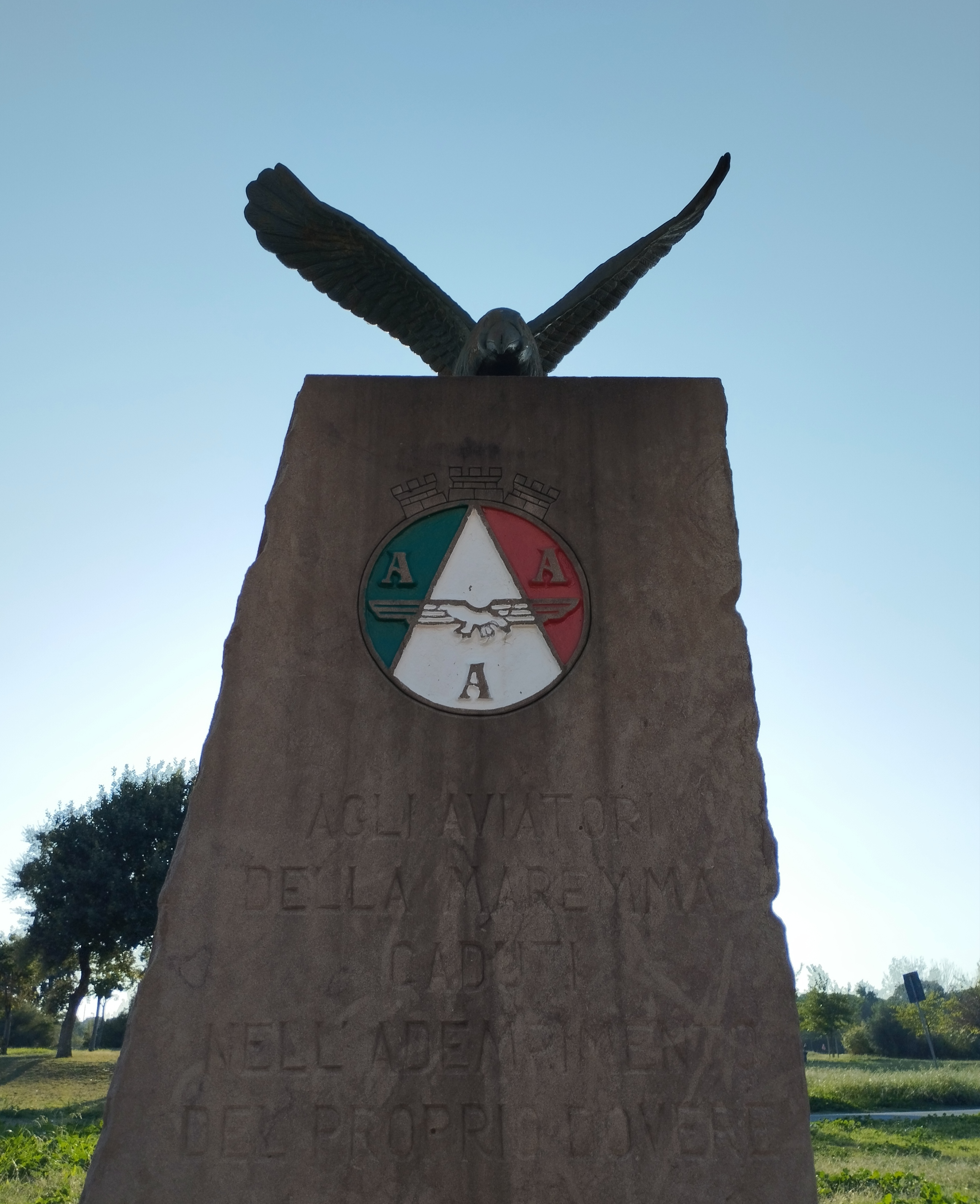
Il monumento agli aviatori della Maremma

## Cultura

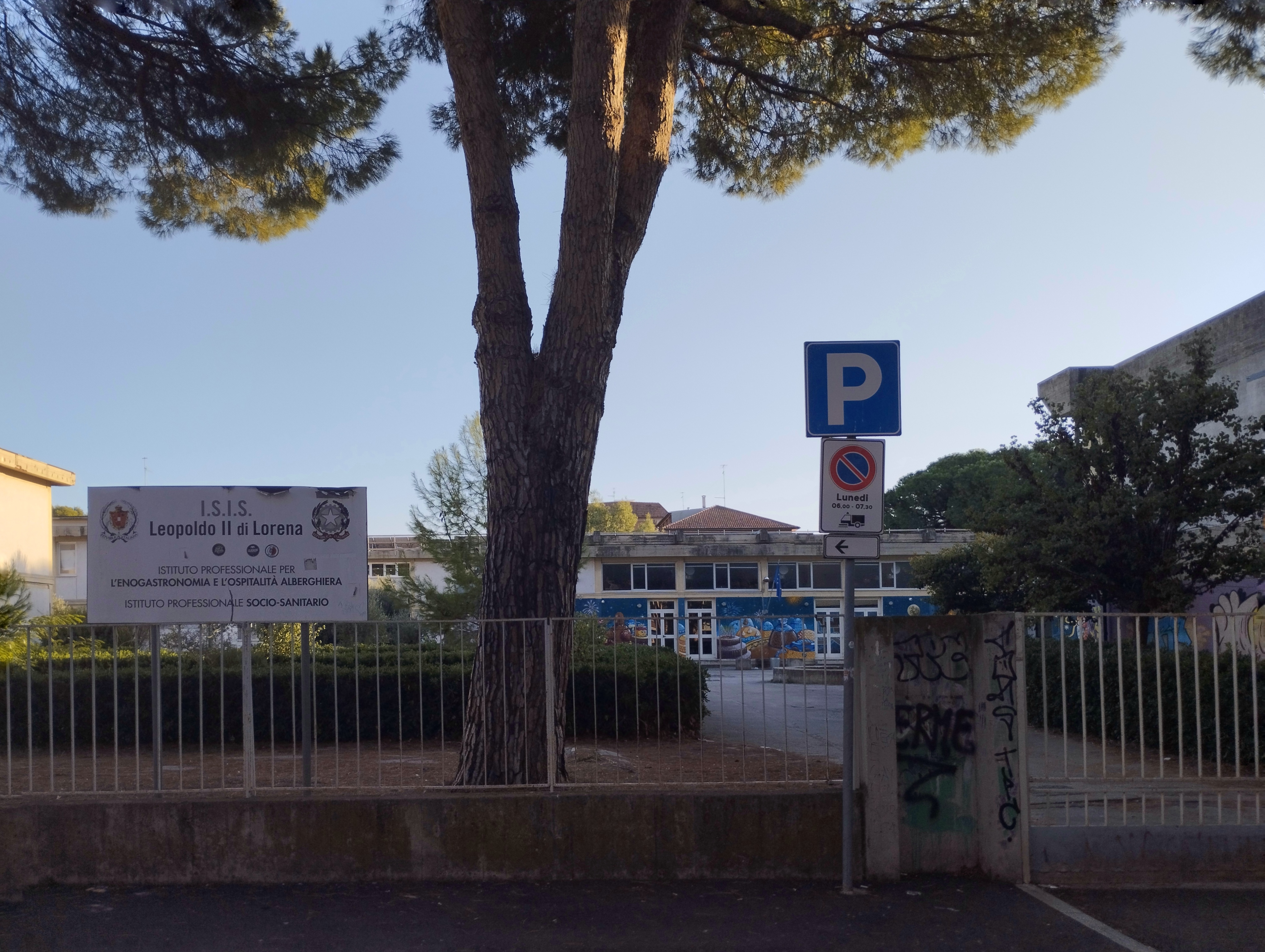
L'istituto alberghiero Leopoldo II

### Istruzione
Gli istituti scolastici del quartiere fatto tutti parte dell'Istituto comprensivo Grosseto 4, che include la scuola primaria di viale Einaudi, la scuola primaria Gianni Rodari in viale Giotto, la scuola media Dante Alighieri in via Meda, e la scuola comunale dell'infanzia di via Papa Giovanni XXIII.
Nel quartiere ha sede anche la succursale dell'Istituto statale di istruzione superiore Leopoldo II di Lorena, con gli indirizzi enogastronomico e socio-sanitario. La scuola era stata istituita in origine nel 1961 come Istituto professionale di Stato Luigi Einaudi per il turismo e il sociale, cui venne aggiunto nel 1995 l'indirizzo alberghiero. La fusione con l'Istituto tecnico agrario Leopoldo II di Lorena è avvenuta in seguito alla delibera regionale in materia di programmazione della rete scolastica e al dimensionamento delle istituzioni scolastiche autonome del gennaio 2011.

## Geografia antropica

### Urbanistica

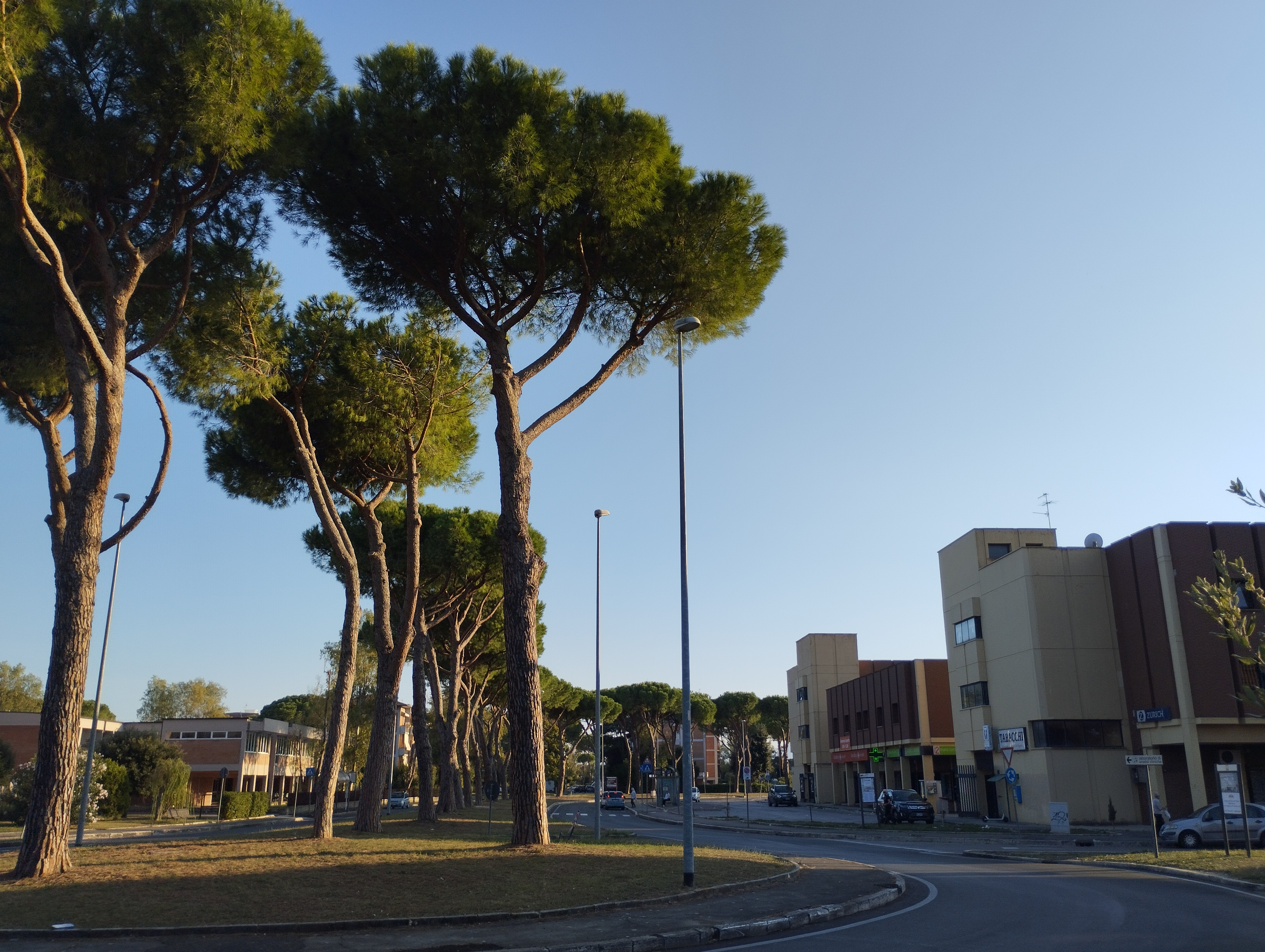
Viale Enrico De Nicola

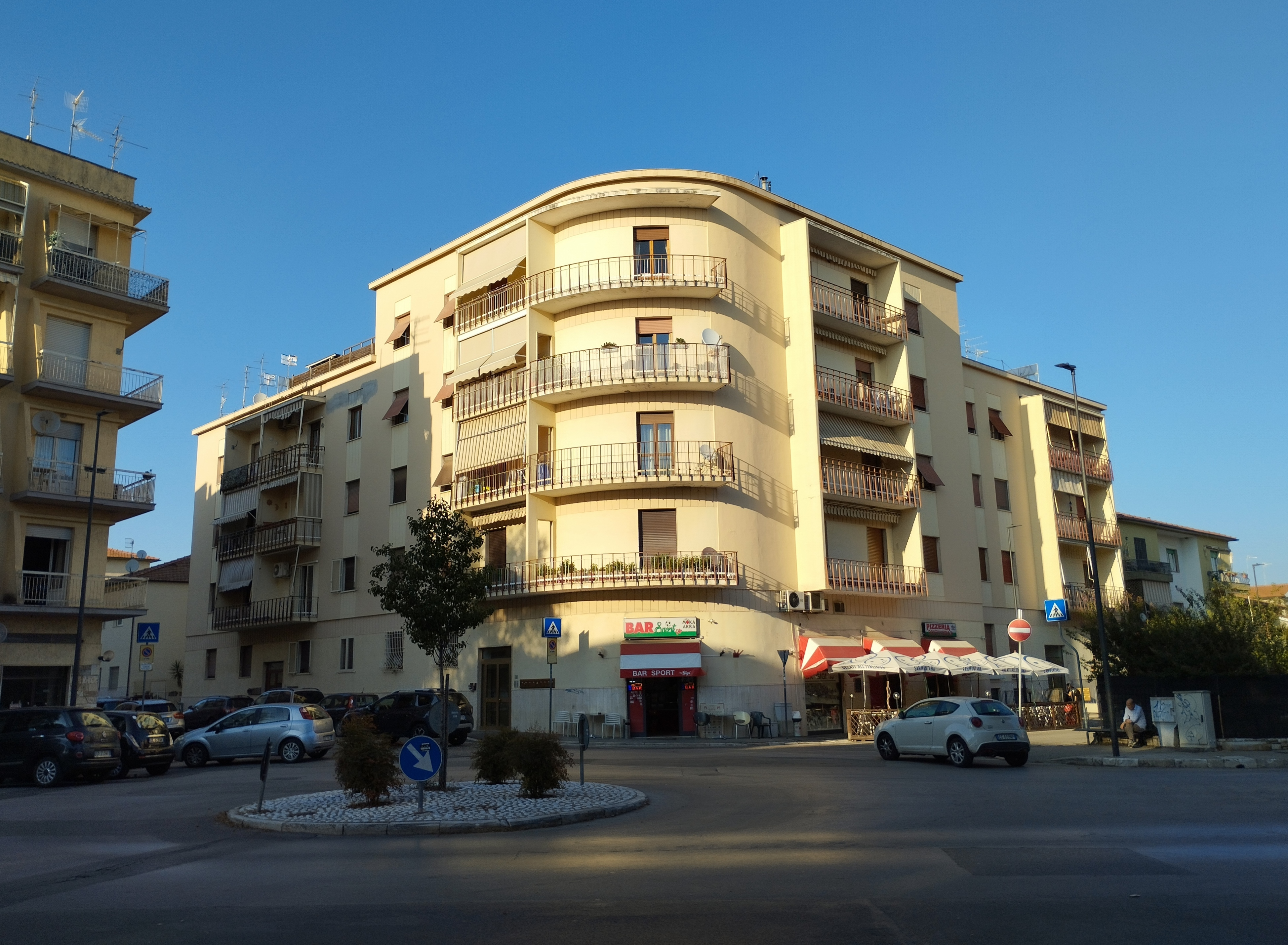
Via Vetulonia

Il quartiere vede il suo centro nevralgico nell'intervento pianificato della 167 Sud "Gorarella" di Luigi Piccinato, che si sviluppa lungo un asse viario principale (viale De Nicola e viale Einaudi) secondo uno schema a pettine, con la disposizione dei corpi di fabbrica secondo l'orientamento prevalente della trama fondiaria preesistente. La centralità del viale è accentuata dalla presenza di quattro edifici a torre, di maggiore complessità architettonica, e di un'area destinata alla collettività: qui è situato il centro direzionale e commerciale, progettato da Antonio Ludovico (1980-1988). Gli edifici dei lotti residenziali, disposti a pettine lungo la spina centrale, sono intervallati da ampi spazi verdi e messi in relazione da una serie di passaggi pedonali. L'intervento del PEEP è «riconducibile ad un modo di crescita per grandi quartieri "autonomi", ai quali però è assegnato un ruolo strutturante dello sviluppo urbanistico». La centralità del PEEP persiste infatti nonostante l'urbanizzazione del quartiere sia proseguita ordinatamente e autonomamente in tutte le direzioni, compresa l'area intorno allo stadio comunale e nei pressi della ferrovia, o in località San Giovanni, con la lottizzazione privata Oliveto; ciò è ribadito dalla presenza di un grande parco attrezzato di circa 6,4 ettari, polo di attrazione e punto focale per le urbanizzazioni circostanti. Luana Barbato ha osservato come Gorarella sia comunemente considerato il «miglior quartiere di Grosseto, per il tessuto edilizio architettonicamente diversificato tra le case popolari distribuite lungo il viale Einaudi e le zone più signorili di piazza Donatello e viale Michelangelo, intervallato da ampie zone a verde».
Le due aree più esterne di recente edificazione, pur dipendendo ancora per servizi e socialità dal nucleo del PEEP, non presentano più quei caratteri di pianificazione ordinata che caratterizzano il disegno di Piccinato, ma sono sorte secondo una logica di saturazione volumetrica. La zona più a sud, quella del Casalone, è stata realizzata tra il 1999 e il 2004 e si sviluppa lungo la via Aurelia Antica, presso l'omonimo ippodromo, dove sorgono anche una piccola area artigianale e un'area commerciale inaugurata nel 2010 sul luogo della fornace Chigiotti; la zona più a ovest è costituita dal PEEP Villa Pizzetti, una grande area di edilizia popolare di circa 121 000 mq che si estende tra l'omonima clinica e via Orcagna, in direzione dell'aeroporto, edificata tra il 2005 e il 2013 per una popolazione complessiva di circa 1 500 unità. Barbato commenta che «questi interventi [...] pensati in un periodo di boom edilizio, poi disatteso, [...] hanno finito con il divenire luoghi riservati all'esclusiva residenza, in cui manca quella caratterizzazione sociale di aggregazione registrata in precedenza».
Al limite occidentale, prima dell'aeroporto civile, si trova il villaggio Kennedy, piccolo borgo di edilizia popolare per le famiglie più disagiate fatto costruire negli anni settanta. Ai margini sud-ovest del quartiere, sul perimetro tra città e campagna, si trovano inoltre alcune località a carattere misto urbano e extra-urbano, che costituivano proprietà fondiarie contigue alla storica tenuta di Gorarella. È il caso del Querciolo e del Pianetto, in direzione di Principina Terra lungo la strada che va verso il mare, e di San Lorenzo, all'imboccatura della strada provinciale della Trappola. L'urbanistica di queste località è costituita dalla maglia delle strade di bonifica e di appoderamento risalenti in parte all'età granducale, in parte alla riforma fondiaria del 1951: in particolare, la fattoria di San Lorenzo, ex proprietà dei Porciatti, appare composta da vari caseggiati rurali, uno dei quali realizzato dell'architetto Lorenzo Porciatti tra il 1907 e il 1911. Il Querciolo, invece, risulta essere una località già nota in età medievale per la presenza delle saline; la sua fattoria, appartenuta nel XX secolo alla famiglia Pallini, è posta a est del canale di San Rocco e conserva ancora i lineamenti di fine Ottocento.

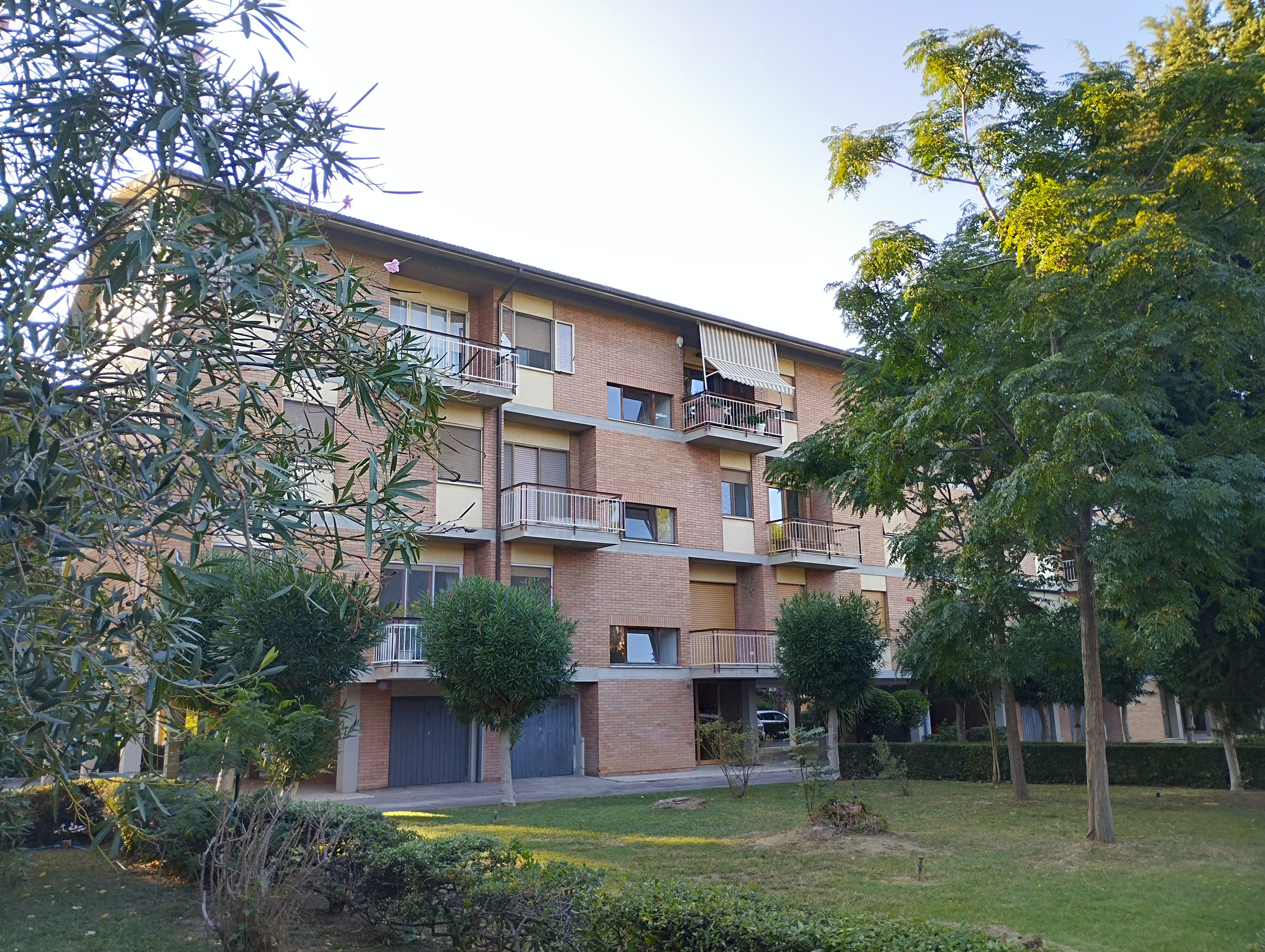
Edifici della 167 Sud
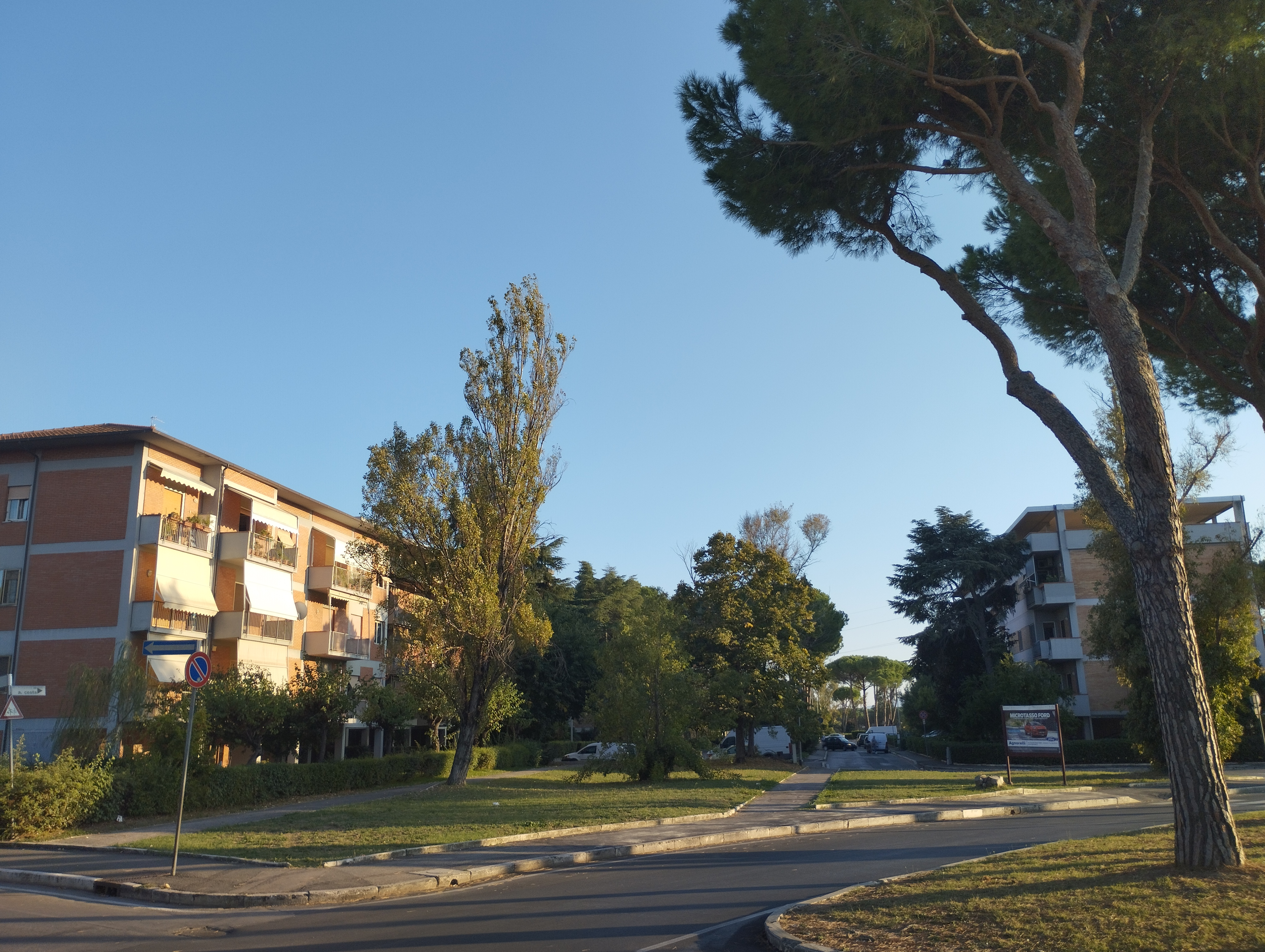
Edifici della 167 Sud
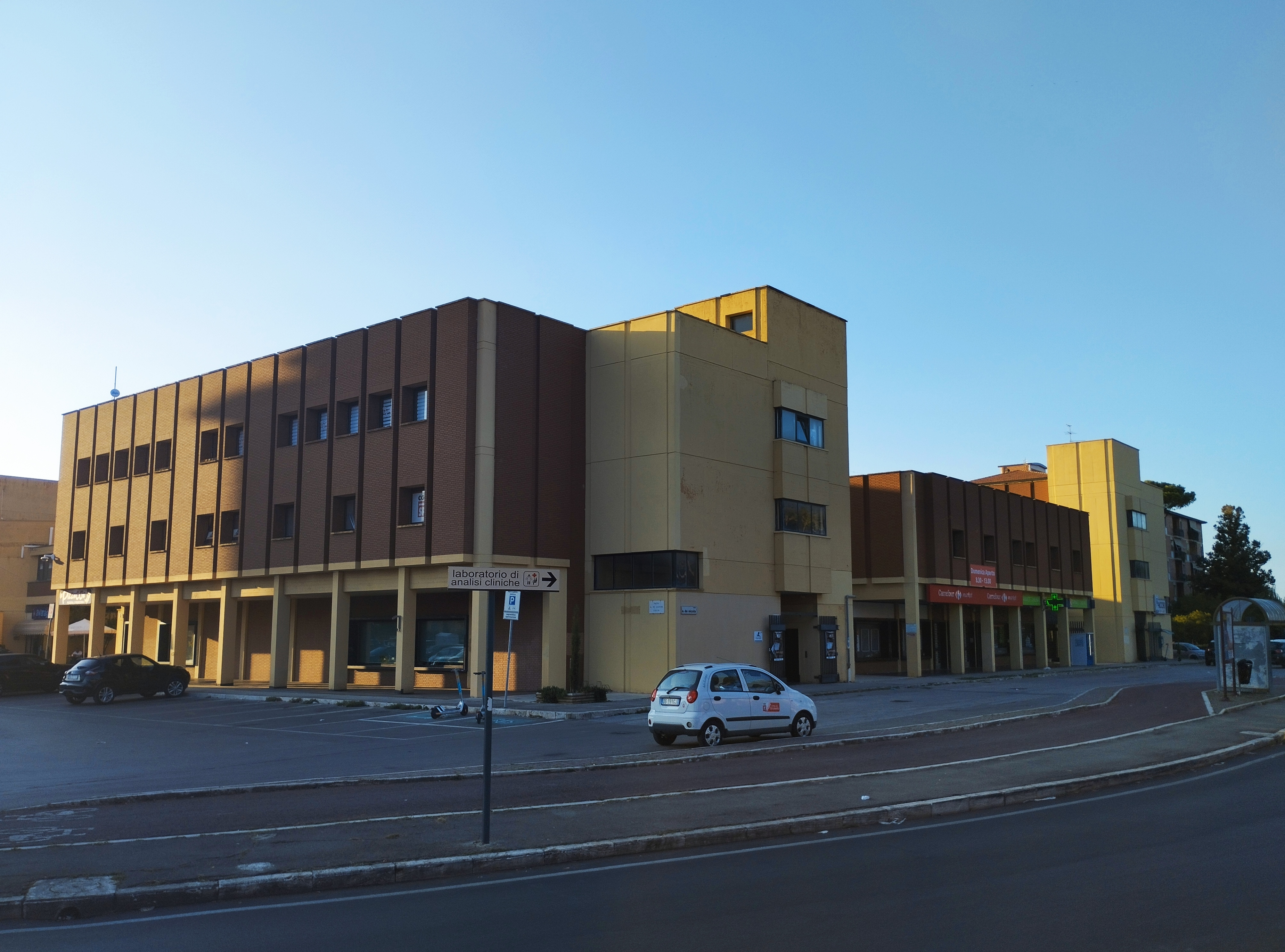
Il centro direzionale e commerciale

### Parchi urbani

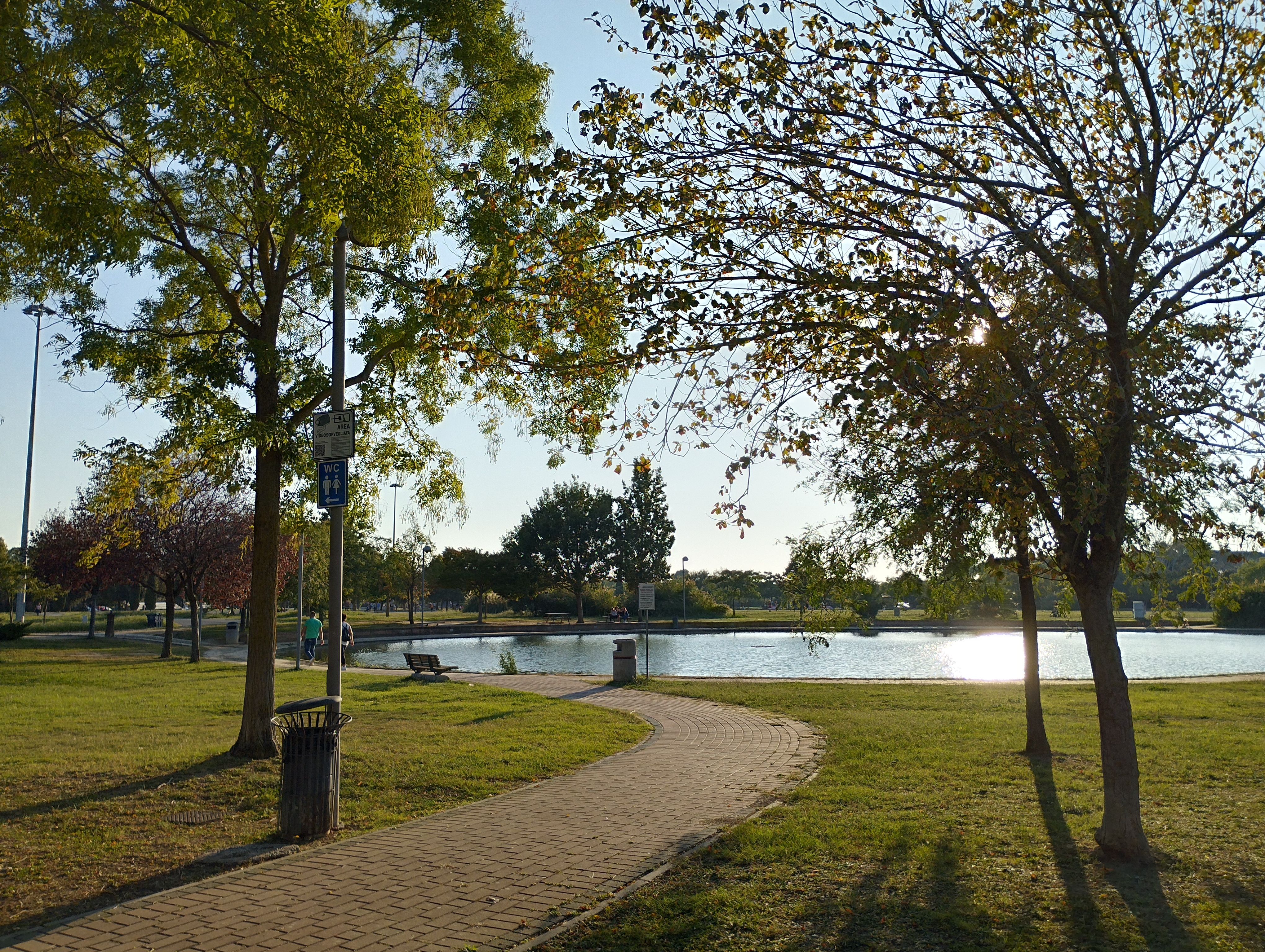
Il parco di viale Giotto

Il tessuto urbano del quartiere è caratterizzato da un continuo intervallarsi tra aree edificate e aree verdi, messe in relazione tramite una serie di camminamenti pedonali in raccordo alle arterie viarie che ne costituiscono l'ossatura. L'arredo urbano con frequenti alberature, soprattutto pini marittimi, e la disseminazione di aree destinate al verde pubblico attrezzato rendono Gorarella il "quartiere verde" di Grosseto.
Parco di viale Giotto
Il parco urbano di viale Giotto costituisce il principale polmone verde del quartiere, nonché la maggiore area verde attrezzata della città. Vasto 6,4 ettari, occupa un'ampia porzione tra i viali della Repubblica, Giotto e Cimabue, che fino alla fine degli anni novanta era rimasta intaccata dai processi di saturazione edilizia. Il parco venne progettato dall'ingegnere Francesco Serena e inaugurato l'8 maggio 1999. All'interno si trovano un laghetto, un velodromo di 3,5 km e varie attrezzature sportive, quali un campo da cricket, campi da tennis, un pilone per arrampicata e uno skatepark. Vi sono collocati inoltre il monumento alla pace e ai diritti umani e quello agli aviatori di Maremma.
Parco Ernesto Catalano
Il parco si sviluppa tra il viale della Repubblica e viale Einaudi ed è intitolato dal 2003 all'aviatore grossetano Ernesto Catalano (1921-1943), medaglia d'argento al valore militare. Nel 1997 vi venne realizzato "Il Boschetto", un progetto di arte contemporanea inaugurato come la «prima iniziativa volta ad intervenire sul tessuto urbano con fini ad un tempo artistici e ludici». Nato dalla collaborazione tra le scuole del quartiere, la Fondazione Collodi, Regione Toscana, il centro Pecci di Prato e la scrittrice Bianca Pitzorno, il Boschetto si proponeva come parco-giochi di «sculture da vivere», in cui i ragazzi avrebbero potuto interagire con le opere d'arte. Le otto sculture-gioco furono realizzate da Irma Alonzo (Labirinto), Stefano Corti (Dolmen), Martin Emschermann (Cavallo di Troia), Paul Fuchs (Nido Harmonico), Frédéric Guerin (Muro sonoro), Monica Mariniello (Sette porte), Manuela Riccardi (Drago) e Tony Spizzirri (Tre torri). A causa di mancate manutenzioni negli anni seguenti, le sculture versano in pessimo stato di conservazione; il Nido Harmonico di Fuchs è stato spostato nel 2010 nel parco di via Ximenes.

## Infrastrutture e trasporti

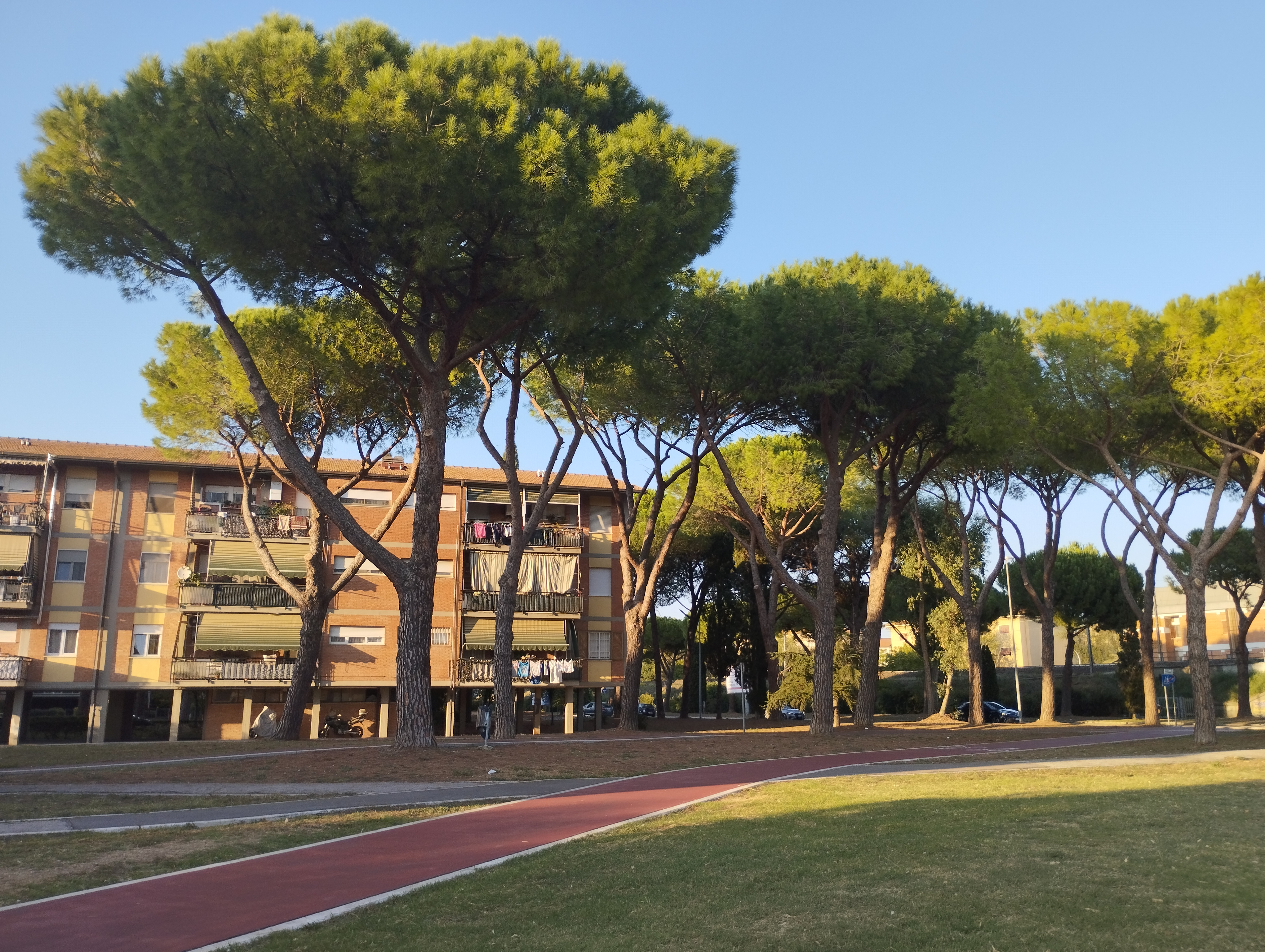
Una pista ciclabile a Gorarella

### Piste ciclabili
Il quartiere è attraversato da una rete di piste ciclabili che lo mettono in collegamento con le altre zone della città e con la campagna.
Oltre alla pista ciclabile Grosseto est, che unisce Gorarella con il centro e le altre aree urbane fino alla frazione di Roselle, da qui partono due piste asfaltate extra-urbane che collegano la città con le frazioni di Marina di Grosseto e di Alberese: la prima, interamente asfaltata, ha inizio in località San Giovanni e costeggia la strada delle Collacchie e il canale di San Rocco fino al mare (dove si collega a un'altra pista ciclabile che porta a Castiglione della Pescaia); la seconda, intitolata a Pietro Magagnini, comincia dalla fattoria Ricasoli e dopo avere attraversato il Casalone percorre per buona parte l'argine dell'Ombrone lungo la strada della Trappola, fino all'attraversamento del fiume in località Pian di Barca tramite un ponte ciclopedonale (inaugurato il 28 marzo 2019).

## Sport

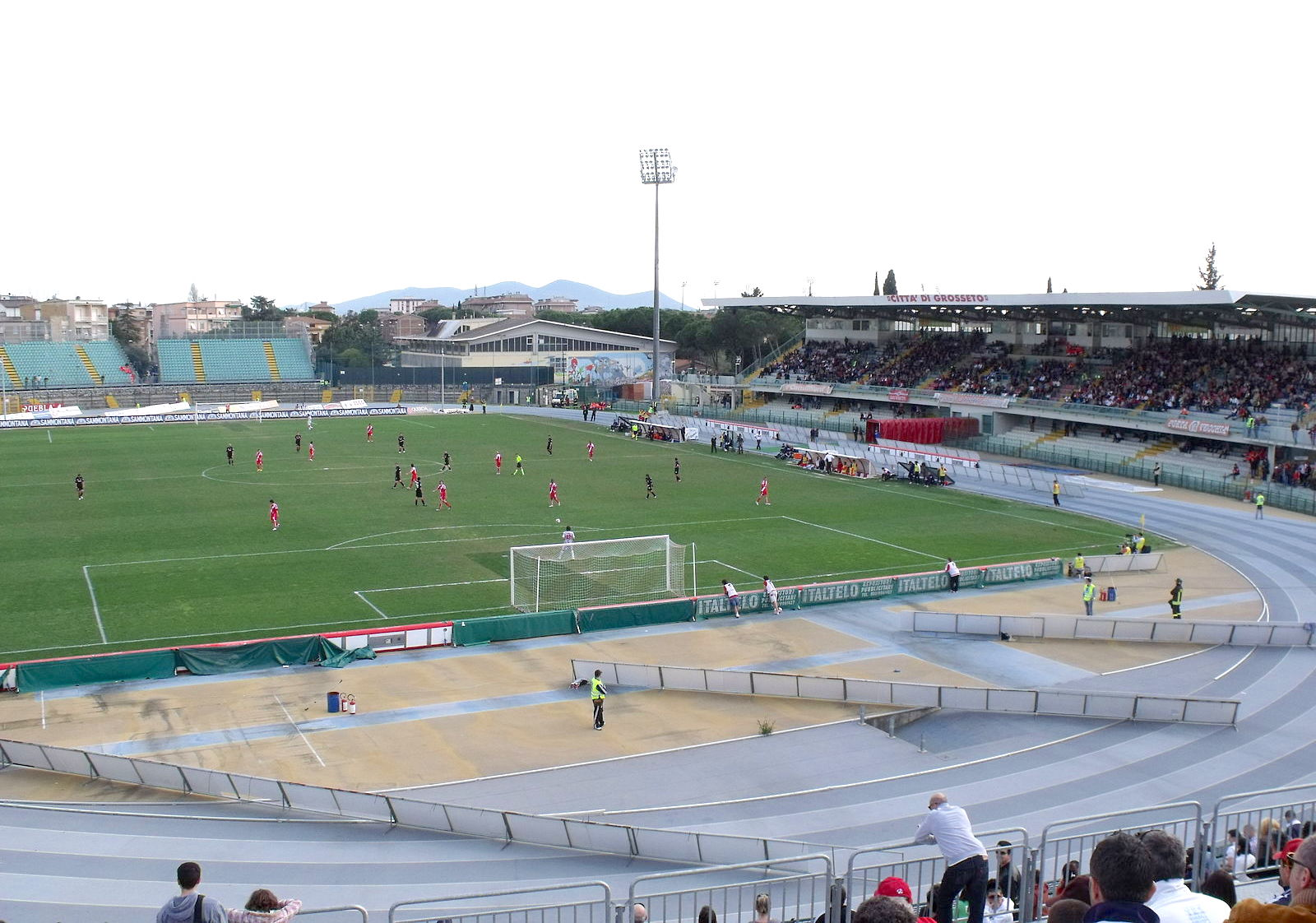
Lo stadio Carlo Zecchini

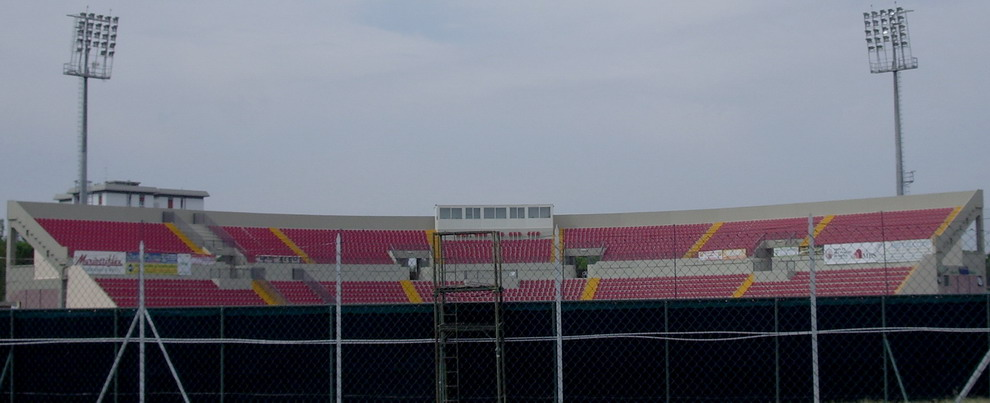
Lo stadio Roberto Jannella

Nel quartiere di Gorarella sono situati i principali impianti sportivi della città di Grosseto. A nord dell'insediamento PEEP, di fronte alla ferrovia, si trova lo stadio Carlo Zecchini, sede delle partite dell'Unione Sportiva Grosseto 1912, che ospita periodicamente anche gare nazionali e internazionali di atletica leggera. Inaugurato nel 1952 e progettato da Raffaello Fagnoni, Enrico Bianchini e Dagoberto Ortensi, è stato rinnovato nel 1960 per ospitare alcune partite delle Olimpiadi di Roma. Intorno allo stadio comunale, sorge una cittadella sportiva con una piscina coperta, un palazzetto dello sport (pallavolo), il campo di alleggerimento Nilo Palazzoli e il campo di atletica Bruno Zauli.
Sul viale della Repubblica è situato lo stadio di baseball Roberto Jannella, uno dei maggiori in Italia, che ospita le partite del Grosseto Baseball, militante in serie A. Un secondo impianto di baseball, lo stadio Simone Scarpelli, è stato costruito nel 2004 in via Orcagna. All'interno del parco urbano di viale Giotto si sviluppa invece il tracciato del velodromo Guido Montanelli, lungo 3,5 km, al cui centro campeggia il Massimo Falsetti Cricket Field, che ha ospitato le partite del Maremma Cricket Club; vi si trovano inoltre un pilone per arrampicata, lo skatepark Alfredo Baccetti e l'area sportiva del Circolo del Tennis di via Cimabue. In via Meda è situata la palestra del Gorarella Basket.
Al limite meridionale del quartiere, sulla via Aurelia Antica, si trova l'ippodromo del Casalone, storico impianto fondato nel 1925, inattivo dal 2018.

## Amministrazione
Il quartiere dava il nome alla terza circoscrizione di decentramento comunale di Grosseto, che aveva sede in via papa Giovanni XXIII. La circoscrizione amministrativa si estendeva su tutto il settore sud-occidentale del territorio comunale, comprendendo la frazione di Principina Terra.
Istituite nel 1977, le circoscrizioni sono poi state soppresse nel 2011.

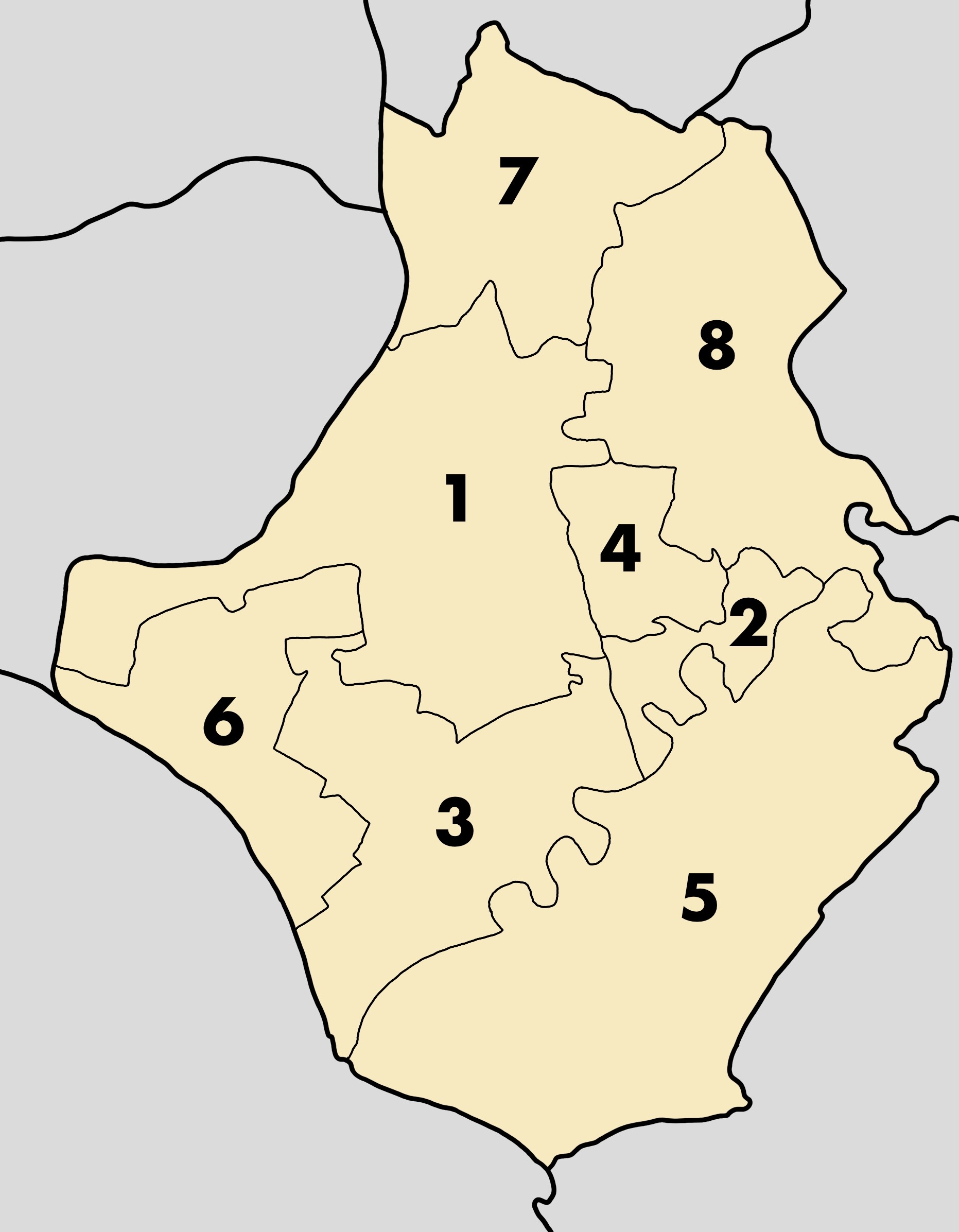
Le ex circoscrizioni di Grosseto
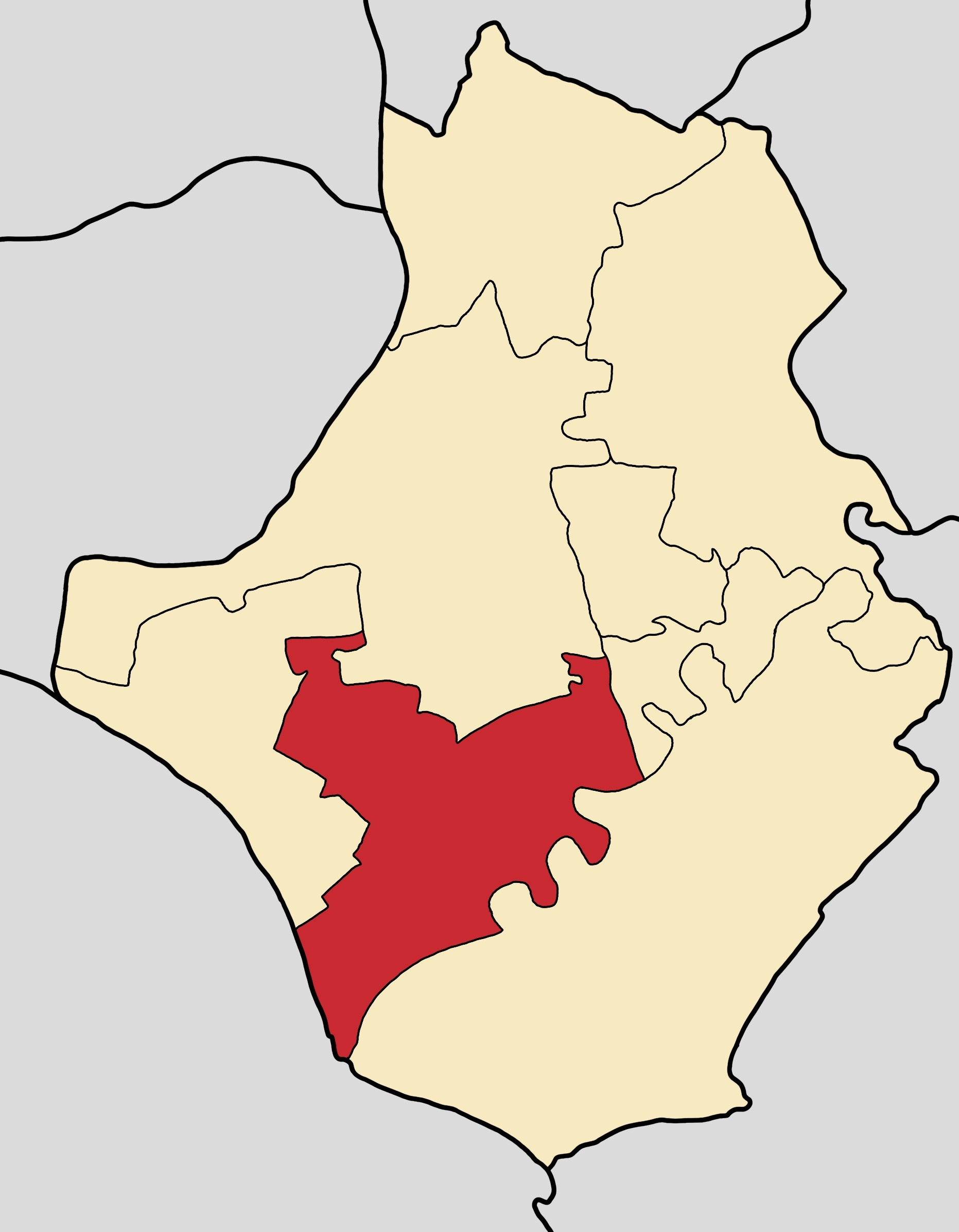
La circoscrizione 3 di Gorarella